# Denda Games
Denda Games is een uitgever van computerspellen uit Nederland, die in 1993 door Jacques Neuvel werd opgericht. Het bedrijf is gevestigd in Hengelo. Inmiddels zijn er ruim 1300 zogeheten casual games uitgebracht in de Benelux. Dit zijn online-games, pc-games en spellen voor de Nintendo DS. Al deze games zijn Nederlandstalig.
Denda Games werkt samen met meer dan 80 internationale partners en is inmiddels uitgegroeid tot marktleider in Retail.
Sinds 2020 is Denda Games haar eigen ontwikkelstudio gestart waar voor Nintendo Switch, PlayStation en de pc ontwikkeld worden. Daarnaast is Denda Games actief in het ontwikkelen voor HTML5-content, deze games zijn speelbaar in de browser en worden gedistribueerd op meerdere entertainmentwebsites.

## Genres
De casual games omvatten de volgende genres:
- Zoek & Vind
- Avontuur
- Time-Management
- 3-op-één-rij
- Puzzel
- Kaartspelletjes
- Mahjongspelletjes
- Strategie

Op de website van het bedrijf verschijnt elke week een nieuwe downloadgame. Iedereen die zich registreert kan deze spellen gratis uitproberen. Spellen kunnen los verkregen worden of in abonnementsvorm. Het abonnement heet Denda Games Club Card. Verder wordt er een aantal online flash-spelletjes aangeboden, deze zijn onbeperkt gratis te spelen.

## Varia
De mascotte van Denda Games heet DendaJack en het spaarsysteem heet DendaJacks.